# Johannes Bydolek
Johannes Bydolek (* 26. Januar 1888 in Linden; † 18. Oktober 1957) war Weihbischof in Hildesheim.

## Leben
Johannes Bydolek empfing am 16. Oktober 1915 die Priesterweihe. Er war Domkapitular und von 1937 bis 1943 Regens des Priesterseminars Hildesheim.
Papst Pius XII. ernannte ihn am 10. September 1949 zum Titularbischof von Limisa und bestellte ihn zum Weihbischof im Bistum Hildesheim. Die Bischofsweihe spendete ihm am 21. September 1949 Aloysius Muench, Bischof von Fargo und Apostolischer Visitator und Leiter der Päpstlichen Mission für die Flüchtlinge in Deutschland mit Sitz in Kronberg im Taunus; Mitkonsekranten waren Joseph Godehard Machens, Bischof von Hildesheim, und Leo Ferdinand Dworschak, Weihbischof in Fargo.

## Schriften (Auswahl)
- Herr, gib uns Priester. Gebete um Priesterberufe. Lax, Hildesheim 1948.